# Cristóbal Rodríguez de Jarama

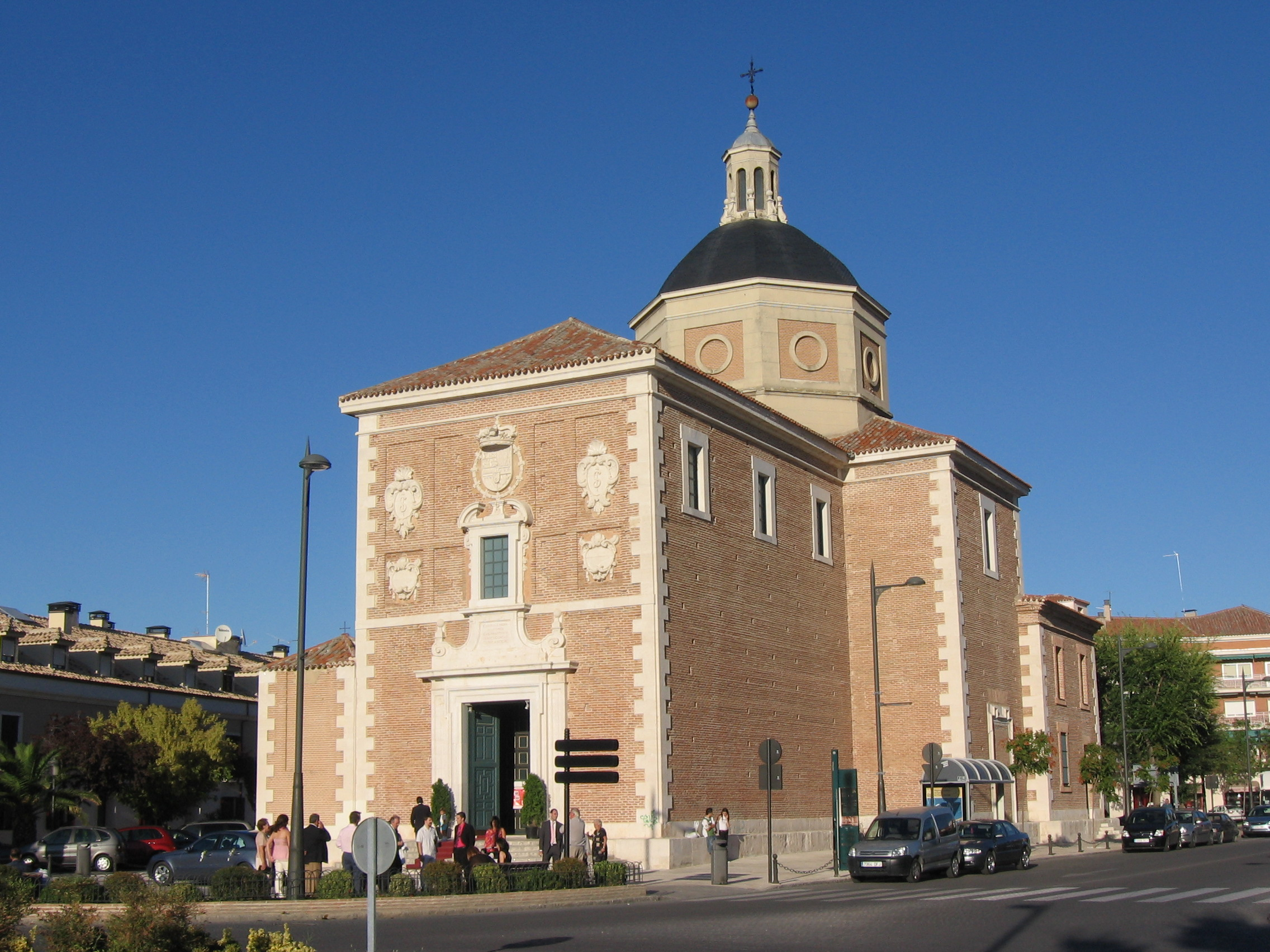
Iglesia de Alpajés, construida según trazas de Cristóbal Rodríguez.

Cristóbal Rodríguez de Jarama y Rojas fue un veedor y maestro de obras (arquitecto) español activo en las últimas décadas del siglo XVII. 

## Biografía
Maestro de obras del Sitio de San Lorenzo de 1672 a 1694. En 1681 trazó la planta de una ermita dedicada a San Marcos en Aranjuez, que luego se convertiría en parroquia de Alpajés (denominada también Iglesia de la Virgen de las Angustias), de la que en 1690 faltaba por concluir la capilla mayor cuando se colocó en su fachada una lápida conmemorativa con referencia al rey Carlos II.
Es obra de este arquitecto también el diseño que hizo en 1672 de la torre del reloj que se encuentra en la Plaza de la Constitución de Valdemoro.
Asimismo, fue artífice de la actual Ermita de Nuestra Señora de los Santos de Móstoles, reedificada bajo sus órdenes entre 1680 y 1688.